# Дубняги
Дубняги — деревня в Пчевском сельском поселении Киришского района Ленинградской области.

## История
Деревня Дубняги упоминается на карте Санкт-Петербургской губернии 1792 года А. М. Вильбрехта.
Деревня Дубняги, состоящая из 24 крестьянских дворов, обозначена на карте Санкт-Петербургской губернии Ф. Ф. Шуберта 1834 года.

ДУБНЯГИ — деревня принадлежит Казённому ведомству, число жителей по ревизии: 73 м. п., 53 ж. п. (1838 год)

Деревня Дубняги из 24 дворов и при ней водяная мельница, обозначены на «Специальной карте западной части России» Ф. Ф. Шуберта 1844 года.

ДУБНЯГИ — деревня Ведомства государственного имущества, по просёлочной дороге, число дворов — 30, число душ — 76 м. п. (1856 год)

ДУБНЯГИ — деревня казённая при колодце, число дворов — 20, число жителей: 62 м. п., 65 ж. п.; Часовня православная. (1862 год)

В конце XIX века деревня административно относилась ко 2-му стану Новоладожского уезда Санкт-Петербургской губернии, в начале XX века — к Городищенской волости 5-го земского участка 1-го стана.
По данным «Памятной книжки Санкт-Петербургской губернии» за 1905 год деревня Дубняги входила в состав Мотоховского сельского общества.

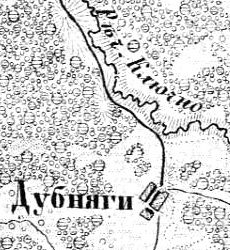
Деревня Дубняги на карте 1915 года

С 1917 по 1918 год деревня Дубняги входила в состав Городищенской волости Новоладожского уезда.
С 1918 года в составе Мотоховского сельсовета Захожской волости.
С 1922 года в составе Глажевской волости Волховского уезда.
Согласно данным переписи населения СССР 1926 года в деревне Дубняги проживали 253 человека — все русские. 
С 1927 года в составе Андреевского района.
С 1928 года в составе Захожского сельсовета. В 1928 году население деревни Дубняги также составляло 253 человека.
С 1931 года в составе Киришского района. В 1931 году в деревне был организован колхоз «Красная Звезда».
С 1932 года вновь в составе Мотоховского сельсовета. Согласно карте Ленинградской области Северо-западного аэрогеодезического треста ГГУ издания 1932 года деревня насчитывала 15 крестьянских дворов. В деревне находилась часовня.
По данным 1933 года деревня Дубняги входила в состав Мотоховского сельсовета Киришского района.

План деревни Дубняги. 1937 год

Согласно топографической карте РККА 1937 года деревня насчитывала 33 крестьянских двора. В деревне работал колхоз «Красная Заря». 
Согласно данным переписи населения СССР 1939 года в деревне Дубняги проживали 76 мужчин и 82 женщины, всего 158 человек.
С 1963 года в составе Волховского района.
С 1965 года вновь составе Киришского района. В 1965 году население деревни Дубняги составляло 36 человек.
По данным 1966 года деревня Дубняги также входила в состав Мотоховского сельсовета.
По данным 1973 и 1990 годов деревня Дубняги входила в состав Пчевского сельсовета.
В 1997 году в деревне Дубняги Пчевской волости проживали 13 человек, в 2002 году — 20 (все русские).
В 2007 году в деревне Дубняги Пчевского СП проживали 12 человек, в 2010 году — 10.

## География
Деревня расположена в центральной части района на автодороге 41К-549 (Пчева — Дубняги).
Расстояние до административного центра поселения — 23 км.
Расстояние до ближайшей железнодорожной станции Глажево — 31 км.
К северо-востоку от деревни протекает река Ключна.

## Демография
| 1838 | 1862 | 1928 | 1965 | 1997 | 2002 | 2007 |
| ---- | ---- | ---- | ---- | ---- | ---- | ---- |
| 126  | ↗127 | ↗253 | ↘36  | ↘13  | ↗20  | ↘12  |
| 2010 | 2017 |      |      |      |      |      |
| ↘10  | ↘5   |      |      |      |      |      |

### Национальный состав
Согласно данным Всероссийской переписи населения 2021 года в деревне проживали 9 человек, все русские.